# Laar
Laar là một đô thị thuộc huyện Grafschaft Bentheim trong bang Niedersachsen. 
Laar nằm về phía tây bắc Nordhorn tại biên giới Đức-Hà Lan và thuộc cộng đồng chung (Samtgemeinde) Emlichheim.